# Челикай, Корджан
Корджан Челикай (тур. Korcan Çelikay; род. 31 декабря 1987, Сафранболу, Карабюк) — турецкий футболист, вратарь клуба «Анкарагюджю».

## Клубная карьера
Начал свою карьеру в 2004 году в молодёжной команде «Истанбулспора». В конце того сезона перешёл в молодёжную команду «Бешикташа». Играл в молодёжной команде до сезона 2006/07, когда тренер «Бешикташа» Жан Тигана взял его в основную команду.
Однако Челикай так и не вышел на поле в основном составе «Бешикташа» и с приходом на должность главного тренера Эртугрула Саглама в середине сезона 2007/08 Чиликай был отдан в аренду в стамбульский клуб «Тепеджикспор», выступавший в третьей лиге. Сыграл с этой командой одиннадцать матчей.
В сезоне 2008/09 был отдан в аренду в «Диярбакырспор», выступавший в первой лиге. Сыграл за клуб 13 матчей. По итогам сезона «Диярбакырспор» смог выйти в Суперлигу.
В сезоне 2009/10 вернулся в «Бешикташ» и стал третьим вратарём команды. 18 декабря 2009 состоялся дебют Челикая в Суперлиге — на 43-й минуте матча с «Бурсаспором» он заменил травмированного Речбера Рюштю. Затем Корджан сыграл два матча в Кубке Турции, так как оба основных вратаря "Бешикташа", Речбер Рюштю и Хакан Арикан, не могли играть из-за травм.
В сезоне 2010/11 вновь был отдан в аренду, теперь в клуб Суперлиги «Сивасспор». В следующем сезоне заключил контракт с этим клубом.

## Карьера в сборной
Челикай 10 раз вызывался в молодёжную сборную Турции: 2 раза в сборную до 18 лет, 7 раз в сборную до 19 лет, 1 раз в сборную до 21 года. Всего сыграл за молодёжные сборные разных возрастов в трёх матчах.
Также вызывался во вторую сборную Турции.